# Амазонский коровий трупиал
Амазонский коровий трупиал (лат. Molothrus armenti) — вид птиц из семейства трупиаловых. Подвидов не выделяют.

## Описание
Очень похож на красноглазого коровьего трупиала, из-за чего долгое время считался его подвидом.

### Размер
Размер амазонских коровьих трупиалов колеблется от 16 до 18 см.

## Ареал
Встречаются в Колумбии.

## Среда обитания
Представители данного вида встречаются от высоты 0 м до высоты 200 м.

## Продолжительность поколения
Продолжительность поколения амазонских коровьих трупиалов составляет 2,5 года.

## Популяция
Популяция этого вида уменьшается.

## Охранный статус
МСОП присвоил амазонским коровьим трупиалам статус «Близкие к уязвимому положению» (NT)